# Daniel Gould Fowle
Daniel Gould Fowle, född 3 mars 1831 i Washington, North Carolina, död 7 april 1891 i Raleigh, North Carolina, var en amerikansk demokratisk politiker och jurist. Han var North Carolinas guvernör från 1889 fram till sin död.

## Biografi
Fowle studerade vid College of New Jersey (numera Princeton University) och arbetade som advokat i Raleigh. Han var motståndare till North Carolinas utträde ur USA men efter utträdet tjänstgjorde han i Amerikas konfedererade staters armé i amerikanska inbördeskriget och blev tillfångatagen av nordstaternas trupper. Under rekonstruktionstiden arbetade Fowle som domare men avgick efter att han upplevde att domstolen enbart lydde militärens order.
Fowle efterträdde 1889 Alfred Moore Scales som guvernör. År 1891 avled han i ämbetet och gravsattes på Oakwood Cemetery i Raleigh.